# Украинская (станица)
Украинская — станица в Павловском районе Краснодарского края.
Входит в состав Старолеушковского сельского поселения.

## География
Расположена на реке Челбас, в 5 км к юго-востоку от станицы Старолеушковской.

### Улицы
| - ул. Б. Хмельницкого, - ул. Гагарина, - ул. Герцена, - ул. Карла Маркса, - ул. Короткая, - ул. Короткая Первая, - ул. Краевая, - ул. Курчатова, | - ул. Ленина, - ул. Мира, - ул. Набережная, - ул. Некрасова, - ул. Урицкого, - ул. Школьная, - ул. Шоссейная, - ул. Южная. |

## История
В 1890 году казаками станицы Новотитаровской основан хутор Новотиторовский, административно причислен к станице Старолеушковской; в 1915 году хутор получил статус станицы и название Украинская.

## Население
| 2002 | 2010 | 2021 |
| ---- | ---- | ---- |
| 774  | ↘645 | ↘618 |